# Ашта-матхи Удупи
А́шта-ма́тхи Удупи («Восемь матхов Удупи») — группа из восьми матхов, или монастырей, основанные в XIII веке вайшнавским ачарьей Мадхвой в городе Удупи. После основания матхов, Мадхва назначил главой каждого из них одного из своих учеников. Ниже приводится список матхов с именами их первых руководителей:
1. Палимару — Хришикеша Тиртха
2. Адамару — Нарасимха Тиртха
3. Кришнапура — Джанардхана Тиртха
4. Путтиге — Упендра Тиртха
5. Ширур — Вамана Тиртха
6. Содхе — Вишну Тиртха
7. Каниюру — Рама Тиртха
8. Педжавара — Адхокшаджа Тиртха

Матхи получили свои названия по деревням, в которых они изначально находились. Деятельность матхов направлена на проповедь философии двайта. Поочерёдно, они занимаются управлением Храма Кришны в Удупи.
При основании ашта-матхов, Мадхва установил систему смены руководства храма Кришны, которая называется парьяя. Он также ввёл «па́рную» систему руководства храма, в которой всегда участвует два матха. На местных языках, эта система называется «двандва» («двойная»). Если глава матха, который был избран руководить храмом Кришны (так называемый «парьяя-свамиджи») не в состоянии продолжать выполнять свои обязанности, то лидер другого матха, входящего в пару, берёт выполнение обязанностей на себя. Четыре пары матхов: Палимару и Адамару; Кришнапура и Путтиге; Ширур и Содхе; Каниюру и Педжавара.